# Q (Radioshow)

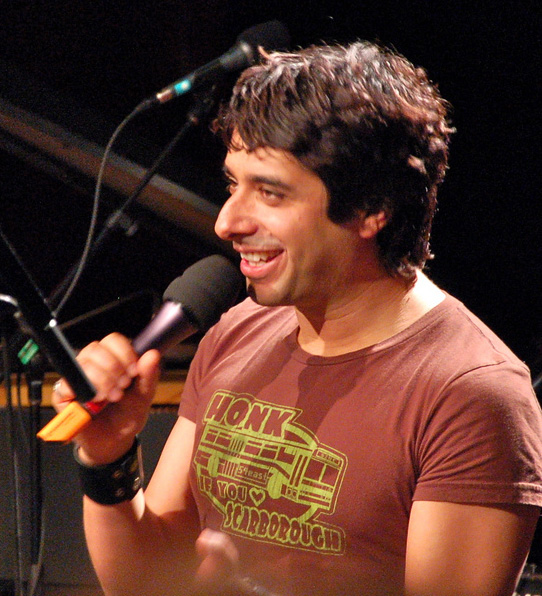
Jian Ghomeshi (2009)

Q ist der Name einer kanadischen Radioshow auf CBC Radio One, einem Sender von CBC/Radio-Canada. Q wurde erstmals am 16. April 2007 ausgestrahlt. Moderator war bis 26. Oktober 2014 Jian Ghomeshi. Q bezeichnet sich als „national arts magazine show“ und wird mittlerweile auch über Sender des National Public Radio in den USA via Public Radio International ausgestrahlt. 
Die Sendung bietet Interviews mit Musikern und Entertainern aus einem breiten kulturellen und musikalischen Spektrum. „Friday Live“ ist eine besondere Ausgabe der Sendung, in der Musiker interviewt werden und live Songs spielen.